# Akantofeniks
Akantofeniks (lat. Acanthophoenix), rod drveća iz porodice palmovki. Rastu po Maskarenima, na Réunionu i Mauricijusu. Priznate su tri vrste.

## Vrste
1. Acanthophoenix crinita
2. Acanthophoenix rousselii
3. Acanthophoenix rubra